# Ketuwan
Ketuwan is een bestuurslaag in het regentschap Blora van de provincie Midden-Java, Indonesië. Ketuwan telt 2208 inwoners (volkstelling 2010).